# Celtic Explorer
Celtic Explorer — многоцелевое исследовательское судно, эксплуатируемое Морским Институтом в Голуэе, Ирландия. Сдано в эксплуатацию в 2003 году для использования в акустических исследованиях в области рыболовства, океанографических, гидрографических и геологических исследованиях, а также для швартовки буёв и глубоководных и операций ТНПА. Судовой базой является порт Голуэй, который расположен на западном побережье Ирландии и предлагает легкий доступ к Атлантическому океану.

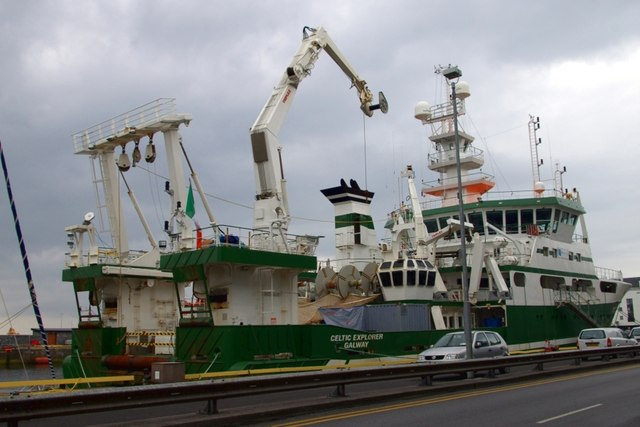
Celtic Explorer в Голуэе, Ирландия.
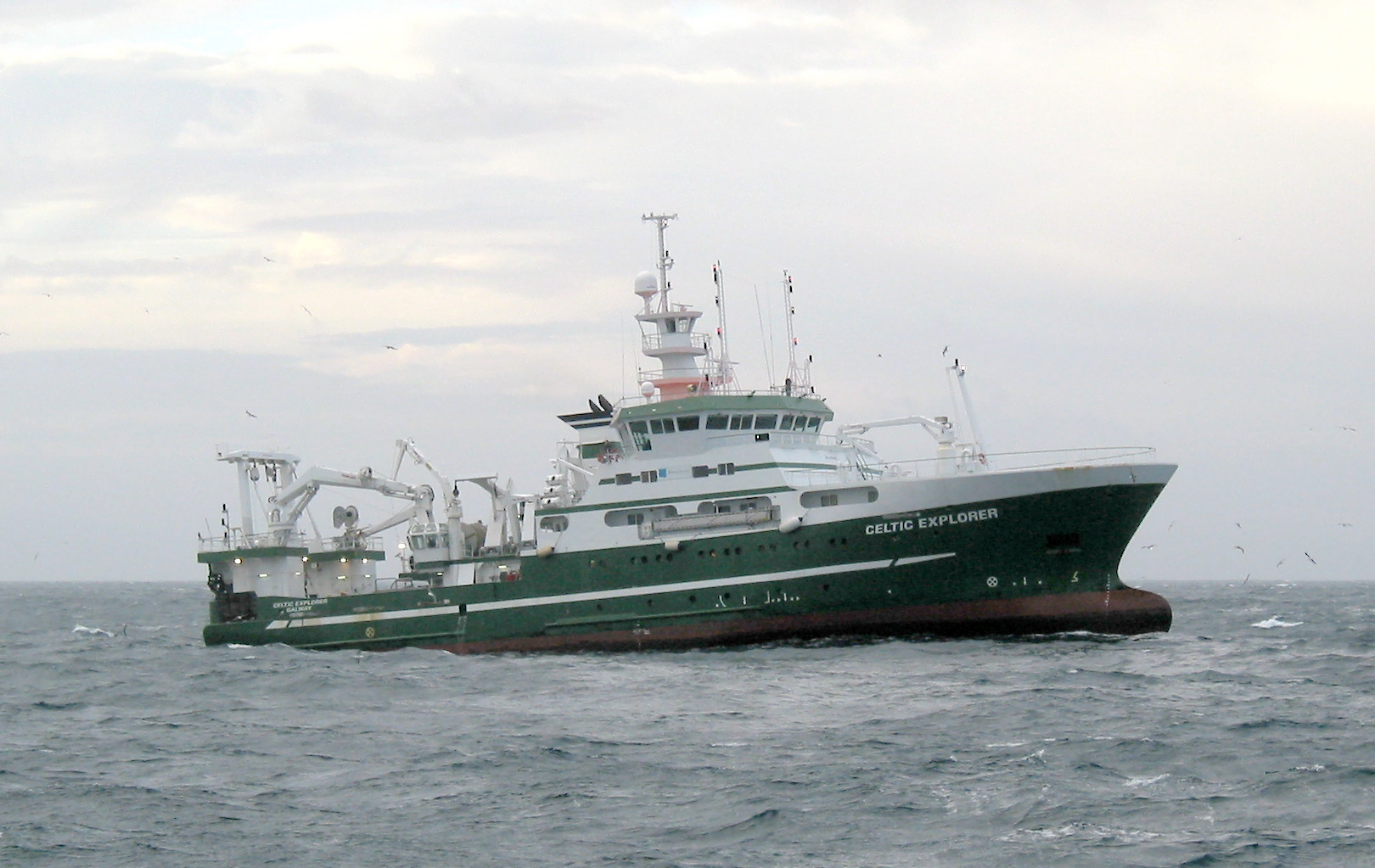
Celtic Explorer в заливе Голуэй.